# Chapelle Saint-Joseph-des-Fontenelles de Nanterre
La chapelle Saint-Joseph-des-Fontenelles est une église catholique située 9, rue Edmond-Dubuis à Nanterre (Hauts-de-Seine).

## Description
Le gros œuvre est en béton et brique, et les voûtes en partie lambrissées. Elle est dotée d'un haut clocher et de toits pentus, en ardoise et zinc.
Elle ne doit pas être confondue avec la Chapelle Saint-Joseph du parc André Malraux, construite à proximité, en 1971.

## Historique
Bénie le 24 décembre 1933, elle est le seul témoin de ce qu’était ce quartier avant son réaménagement à partir de 1955, et est la seule construction datant d'avant les années 1970. La rue des Basses-Fontenelles où a été initialement bâtie l'église a été renommée rue Edmond-Dubuis.
En 1935, le comédien Léon Chancerel et la troupe des Comédiens routiers y organiseront une célébration de Noël.
La construction de la salle de patronage et du logement de gardien a été entreprise en 1975.
Une rénovation a été réalisée en 2013.

## Paroisse
Cette chapelle dépend du diocèse de Nanterre. Tous les 8 décembre, en la fête de l'Immaculée Conception, une procession se déroule entre la chapelle et l'église paroissiale Sainte-Marie-des-Fontenelles.